# تلمبة الله أباد (نغار بردسير)
تلمبة الله أباد (بالإنجليزية: Tolombeh-ye Allahabad)‏ هي مستوطنة تقع في إيران في كرمان.